# Lac des Trois Caribous
Pour les articles homonymes, voir Caribou (homonymie).
Le lac des Trois Caribous s'avère le principal plan d'eau du versant de la rivière aux Castors Noirs, situé en Haute-Batiscanie dans le territoire non organisé de Lac-Croche, dans la municipalité régionale de comté de La Jacques-Cartier, dans la région administrative de la Capitale-Nationale, au Québec, au Canada.
La foresterie constitue la principale activité économique du secteur; les activités récrétouristiques, en second,.
La surface du lac des Trois Caribous est généralement gelée du début décembre à la fin mars; toutefois, la circulation sécuritaire sur la glace se fait généralement de fin décembre à début mars.

## Géographie
Le lac des Trois Caribous comporte une longueur de 4,7 km, une largeur de 1,3 km et une altitude de 407 m.
Ce lac enclavé entre les montagnes ressemble à un boomerang ouvert vers l'ouest. Le lac des Trois Caribous comporte quatre petites îles. La Baie Tilney qui fait la partie nord-ouest du lac reçoit de l'ouest la décharge des lacs du Faiseur de Pluie et Adélard-Harvey.
L'embouchure du lac des Trois Caribous est situé à 2,5 km au nord-est du sommet de la Montagne Lone Pine, 7,0 km au nord-est du chemin de fer du Canadien National, à 5,1 km au sud-ouest de la limite de la réserve faunique des Laurentides, à 11,5 km à l'est du centre du village de Lac-Édouard et à 17,9 km au sud-est du lac Saint-Henri.
À partir de l'embouchure de ce lac, le courant traverse vers le nord une partie du Lac de Travers, puis descend sur 8,1 km en suivant le cours de la rivière aux Castors Noirs, notamment en traversant le lac aux Biscuits. Finalement, le courant se déverse dans la partie supérieure de la rivière Batiscan laquelle descend vers la rive nord-ouest du fleuve Saint-Laurent.

## Toponymie
Le toponyme « lac des Trois Caribous » a été officialisé le 5 décembre 1968 à la Banque des noms de lieux de la Commission de toponymie du Québec.